# Galeria Cadaqués
La Galeria Cadaqués és una galeria d'art de Cadaqués, (Alt Empordà) inaugurada el 27 de juliol de 1973 per l'arquitecte milanès Lanfranco Bombelli.
La galeria es va obrir en una antiga fàbrica de salaó d’anxoves. La seva motivació inicial va ser per vendre l’edició Cadaqués portfolio one que li permetès recollir fons destinats a restaurar el cementiri no creient de Cadaqués, on poder enterrar al seu amic Peter Harnden. La edició Cadaqués portfolio one contenia una carpeta amb dotze serigrafies d’artistes com Bruno Munari, Mary Callery, Xavier Corberó, Max Huber i Richard Paul Lohse.
Durant els anys 70 i 80 la galeria va ser un pol d'atracció i producció artística de referència a Catalunya. Per ella han passat artistes de renom internacional com Dieter Roth, Marcel Duchamp, David Hockney, Joseph Beuys o Richard Hamilton entre d'altres. Entre 1973 i 1997, fins a 114 artistes van fer 211 exposicions. En el seu 25è anniversari Bombelli la va tancar.
El 27 de juliol de 2003, el galerista Huc Malla, exactament 30 anys després de la primera inauguració, va reobrir amb el nom de Galeria Cadaqués Dos, amb el beneplàcit del mateix Bombelli, continuant així el treball d'aquest en la introducció de les últimes avantguardes artístiques. En els darrers anys ha exposat a artistes com Tom Carr o Jordi Baron, entre d'altres.
L'any 2006 el MACBA li va dedicar una exposició temporal. També es va realitzar una altra exposició temporal al Monestir de Veruela.
El 2023 va celebrar el seu 50è aniversari. amb obres de Marcel Duchamp, Dieter Roth, Richard Hamilton, Albert Serra i Carlos Pazos.